# Pasaporte rumano
El pasaporte rumano (en rumano: Pașaport românesc) es el pasaporte emitido a los ciudadanos de Rumania, sirviendo de documento de viaje internacional como también de documento de identidad y probatorio de la nacionalidad rumana. Como tal, el pasaporte facilita el proceso de obtención de asistencia de los funcionarios consulares rumanos en el extranjero u otros Estados miembros de la Unión Europea en caso de que un consulado rumano esté ausente, si es necesario.

## Detalles
Según el Índice de Restricciones de Visa Henley del 1 de enero de 2020, los ciudadanos rumanos pueden visitar 172 países sin visa o con una visa otorgada a la llegada. Los ciudadanos rumanos pueden vivir y trabajar en cualquier país dentro de la UE como resultado del derecho de libre circulación y residencia otorgado en el Artículo 21 del Tratado de la UE.
De acuerdo con el índice The Passport Index de 2019, el pasaporte rumano ocupa el puesto 9 a nivel mundial con un puntaje de ingreso a 160 países sin visa o con una visa otorgada a la llegada.
Todo ciudadano rumano es también ciudadano de la Unión Europea. El pasaporte, junto con el documento nacional de identidad, permite la libre circulación y residencia en cualquiera de los estados de la Unión Europea, el Espacio Económico Europeo, Suiza y el Reino Unido.